# 光音寺 (川口市)
光音寺（こうおんじ）は、埼玉県川口市にある曹洞宗の寺院。

## 歴史
1576年（天正4年）、春牛桃嶽によって開山された。春牛桃嶽は同市桜町の法性寺第6世住職であり、法性寺が本寺であった。
当寺には、薬師如来が安置されている。荒川の動木堂淵から出現したという逸話から「動木堂薬師」と呼ばれている。朝日薬林寺、慈林薬師宝厳院の薬師とともに「川口三薬師」と称されている。

## 交通アクセス
- 川口元郷駅より徒歩16分。